# 张昉 (宋朝)
张昉，宋朝政治人物。

## 生平
1165年接替蒋思祖任华亭县知县一职，1165年由雷粲接任。

## 延伸阅读
[在维基数据编辑]